# Tạ Quang Đông
Tạ Quang Đông (sinh năm 1966 tại Hà Nội) là một phó giáo sư, tiến sĩ âm nhạc và chính trị gia người Việt Nam. Ông hiện là Thứ trưởng Bộ Văn hóa, Thể thao và Du lịch (VHTTDL); Bí thư Đảng ủy Bộ VHTTDL; Ủy viên Ban cán sự Đảng Bộ VHTTDL.

## Tiểu sử
Năm 1988, Tạ Quang Đông được cử đi học Đại học và Thạc sĩ chuyên ngành Piano tại Học viện Âm nhạc Gnessin (Nga). Đến năm 2003, ông nhận được bằng Tiến sĩ âm nhạc tại Học viện. Sau đó, ông trở về nước và làm việc tại Học viện Âm nhạc Quốc gia Việt Nam, rồi giữ chức Phó giám đốc Học viện Âm nhạc Huế. Năm 2013, ông đã được phong hàm phó giáo sư. Từ tháng 6 năm 2016, ông giữ chức Giám đốc Nhạc viện Thành phố Hồ Chí Minh.
Đến ngày 22 tháng 5 năm 2019, Thủ tướng Nguyễn Xuân Phúc đã ký quyết định bổ nhiệm ông Tạ Quang Đông giữ chức Thứ trưởng Bộ Văn hoá, Thể thao và Du lịch.